# Temporada 2012 de la NFL
La temporada 2012 de la NFL fue la 93.ª edición de la NFL. La temporada regular comenzó el 5 de septiembre de 2012, y finalizó el 30 de diciembre de 2012. El partido de campeonato, conocido como el Super Bowl XLVII se jugó el 3 de febrero en el Mercedes-Benz Superdome de Nueva Orleans en Luisiana en el hogar de los New Orleans Saints, coronándose campeón Baltimore Ravens al vencer 34 - 31 a San Francisco 49ers.

## Huelga arbitral
En el año 2005 la NFL y la asociación de árbitros firmaron un acuerdo hasta el final de la temporada 2011. En 2011, los árbitros quisieron renegociar sus contratos un año antes de que finalizara, pero debido al lockout no pudieron hacerlo.
En junio de 2012 no se había alcanzado ningún acuerdo, por lo tanto el día 4, la NFL anunció que iba a contratar árbitros de reemplazo.
Finalmente, después de muchas críticas a los árbitros de reemplazo por parte de entrenadores, jugadores y afición, el 26 de septiembre se llegó a un acuerdo, y los árbitros volvieron a sus trabajos.

## Calendario
La temporada regular comenzó el 5 de septiembre de 2012 con el primer partido que se disputó en el MetLife Stadium de Nueva York entre los campeones, los New York Giants y los Dallas Cowboys, mientras que el resto de la primera jornada se jugó entre el 9 y 10 de septiembre. La temporada regular finalió el 30 de diciembre de 2012, se llevó a cabo en 17 semanas durante el cual cada equipo jugó 16 partidos de acuerdo con el calendario de la NFL.
| Intraconferencia                                                                                              | Interconferencia                                                                                              |
| --- | --- |
| - AFC Este contra AFC Sur - AFC Norte contra AFC Oeste - NFC Este contra NFC Sur - NFC Norte contra NFC Oeste | - AFC Este contra NFC Oeste - AFC Norte contra NFC Este - AFC Sur contra NFC Norte - AFC Oeste contra NFC Sur |

### Draft
La 77.ª edición del Draft de la NFL tuvo lugar en el Radio City Music Hall, en Nueva York, durante tres días. Este año, la primera ronda tuvo lugar el jueves 26 de abril de 2012, la segunda y tercera ronda se llevaron a cabo el viernes 27 de abril y las últimas cuatro rondas el sábado 28 de abril de 2012. Con la elección número uno, los Indianapolis Colts eligieron al quarterback de Stanford Andrew Luck.

#### Primera ronda del draft
| Selecciones de primera ronda del Draft de la NFL 2012 | Selecciones de primera ronda del Draft de la NFL 2012 | Selecciones de primera ronda del Draft de la NFL 2012 | Selecciones de primera ronda del Draft de la NFL 2012 | Selecciones de primera ronda del Draft de la NFL 2012 | Selecciones de primera ronda del Draft de la NFL 2012 |
| ----------------------------------------------------- | ----------------------------------------------------- | ----------------------------------------------------- | ----------------------------------------------------- | ----------------------------------------------------- | ----------------------------------------------------- |
| Pick                                                  | Equipo                                                | Jugador                                               | Pos.                                                  | Universidad                                           |                                                       |
| 1                                                     | Indianapolis Colts                                    | Andrew Luck                                           | QB                                                    | Stanford                                              |                                                       |
| 2                                                     | Washington Redskins                                   | Robert Griffin III                                    | QB                                                    | Baylor                                                |                                                       |
| 3                                                     | Cleveland Browns                                      | Trent Richardson                                      | RB                                                    | Alabama                                               |                                                       |
| 4                                                     | Minnesota Vikings                                     | Matt Kalil                                            | OT                                                    | USC                                                   |                                                       |
| 5                                                     | Jacksonville Jaguars                                  | Justin Blackmon                                       | WR                                                    | Oklahoma State                                        |                                                       |
| 6                                                     | Dallas Cowboys                                        | Morris Clairbone                                      | CB                                                    | LSU                                                   |                                                       |
| 7                                                     | Tampa Bay Buccaneers                                  | Mark Barron                                           | S                                                     | Alabama                                               |                                                       |
| 8                                                     | Miami Dolphins                                        | Ryan Tannehill                                        | QB                                                    | Texas A&M                                             |                                                       |
| 9                                                     | Carolina Panthers                                     | Luke Kuechly                                          | LB                                                    | Boston College                                        |                                                       |
| 10                                                    | Buffalo Bills                                         | Stephon Gilmore                                       | CB                                                    | South Carolina                                        |                                                       |
| 11                                                    | Kansas City Chiefs                                    | Dontari Poe                                           | DT                                                    | Memphis                                               |                                                       |
| 12                                                    | Philadelphia Eagles                                   | Fletcher Cox                                          | DT                                                    | Mississippi State                                     |                                                       |
| 13                                                    | Arizona Cardinals                                     | Michael Floyd                                         | WR                                                    | Notre Dame                                            |                                                       |
| 14                                                    | St. Louis Rams                                        | Michael Brockers                                      | DT                                                    | LSU                                                   |                                                       |
| 15                                                    | Seattle Seahawks                                      | Bruce Irvin                                           | DE                                                    | West Virginia                                         |                                                       |
| 16                                                    | New York Jets                                         | Quinton Coples                                        | DE                                                    | North Carolina                                        |                                                       |
| 17                                                    | Cincinnati Bengals                                    | Dre Kirpatrick                                        | CB                                                    | Alabama                                               |                                                       |
| 18                                                    | San Diego Chargers                                    | Melvin Ingram                                         | DE                                                    | South Carolina                                        |                                                       |
| 19                                                    | Chicago Bears                                         | Shea McClellin                                        | DE                                                    | Boise State                                           |                                                       |
| 20                                                    | Tennessee Titans                                      | Kendall Wright                                        | WR                                                    | Baylor                                                |                                                       |
| 21                                                    | New England Patriots                                  | Chandler Jones                                        | DE                                                    | Syracuse                                              |                                                       |
| 22                                                    | Cleveland Browns                                      | Brandon Weeden                                        | QB                                                    | Oklahoma State                                        |                                                       |
| 23                                                    | Detroit Lions                                         | Riley Reiff                                           | OT                                                    | Iowa                                                  |                                                       |
| 24                                                    | Pittsburgh Steelers                                   | David DeCastro                                        | G                                                     | Stanford                                              |                                                       |
| 25                                                    | New England Patriots                                  | Dont'a Hightower                                      | LB                                                    | Alabama                                               |                                                       |
| 26                                                    | Houston Texans                                        | Whitney Mercilus                                      | DE                                                    | Illinois                                              |                                                       |
| 27                                                    | Cincinnati Bengals                                    | Kevin Zeitler                                         | G                                                     | Wisconsin                                             |                                                       |
| 28                                                    | Green Bay Packers                                     | Nick Perry                                            | LB                                                    | USC                                                   |                                                       |
| 29                                                    | Minnesota Vikings                                     | Harrison Smith                                        | S                                                     | Notre Dame                                            |                                                       |
| 30                                                    | San Francisco 49ers                                   | A.J. Jenkins                                          | WR                                                    | Illinois                                              |                                                       |
| 31                                                    | Tampa Bay Buccaneers                                  | Doug Martin                                           | RB                                                    | Boise State                                           |                                                       |
| 32                                                    | New York Giants                                       | David Wilson                                          | RB                                                    | Virginia Tech                                         |                                                       |

## Temporada regular
V = Victorias, D = Derrotas, E = Empates, CTE = Cociente de victorias [V+(E/2)]/(V+D+E), PF= Puntos a favor, PC = Puntos en contra
| Clasificado para los playoffs |

| AFC Este                | AFC Este | AFC Este | AFC Este | AFC Este | AFC Este | AFC Este | AFC Este | AFC Este | AFC Este |
| Equipo                  | V        | D        | E        | CTE      | DIV      | CONF     | PF       | PC       |          |
| ----------------------- | -------- | -------- | -------- | -------- | -------- | -------- | -------- | -------- | -------- |
| New England Patriots(2) | 12       | 4        | 0        | .750     | 6-0      | 11-1     | 557      | 331      |          |
| Miami Dolphins          | 7        | 9        | 0        | .438     | 2-4      | 5-7      | 288      | 317      |          |
| New York Jets           | 6        | 10       | 0        | .375     | 2-4      | 4-8      | 281      | 375      |          |
| Buffalo Bills           | 6        | 10       | 0        | .375     | 2-4      | 5-7      | 344      | 435      |          |

| AFC Norte             | AFC Norte | AFC Norte | AFC Norte | AFC Norte | AFC Norte | AFC Norte | AFC Norte | AFC Norte | AFC Norte |
| Equipo                | V         | D         | E         | CTE       | DIV       | CONF      | PF        | PC        |           |
| --------------------- | --------- | --------- | --------- | --------- | --------- | --------- | --------- | --------- | --------- |
| Baltimore Ravens(4)   | 10        | 6         | 0         | .625      | 4-2       | 8-4       | 398       | 344       |           |
| Cincinnati Bengals(6) | 10        | 6         | 0         | .625      | 3-3       | 7-5       | 391       | 320       |           |
| Pittsburgh Steelers   | 8         | 8         | 0         | .500      | 3-3       | 5-7       | 336       | 314       |           |
| Cleveland Browns      | 5         | 11        | 0         | .313      | 2-4       | 5-7       | 302       | 368       |           |

| AFC Sur               | AFC Sur | AFC Sur | AFC Sur | AFC Sur | AFC Sur | AFC Sur | AFC Sur | AFC Sur | AFC Sur |
| Equipo                | V       | D       | E       | CTE     | DIV     | CONF    | PF      | PC      |         |
| --------------------- | ------- | ------- | ------- | ------- | ------- | ------- | ------- | ------- | ------- |
| Houston Texans(3)     | 12      | 4       | 0       | .750    | 5-1     | 10-2    | 416     | 331     |         |
| Indianapolis Colts(5) | 11      | 5       | 0       | .688    | 4-2     | 8-4     | 357     | 387     |         |
| Tennessee Titans      | 6       | 10      | 0       | .375    | 1-5     | 5-7     | 330     | 471     |         |
| Jacksonville Jaguars  | 2       | 14      | 0       | .125    | 2-4     | 2-10    | 255     | 444     |         |

| AFC Oeste          | AFC Oeste | AFC Oeste | AFC Oeste | AFC Oeste | AFC Oeste | AFC Oeste | AFC Oeste | AFC Oeste | AFC Oeste |
| Equipo             | V         | D         | E         | CTE       | DIV       | CONF      | PF        | PC        |           |
| ------------------ | --------- | --------- | --------- | --------- | --------- | --------- | --------- | --------- | --------- |
| Denver Broncos(1)  | 13        | 3         | 0         | .813      | 6-0       | 10-2      | 481       | 289       |           |
| San Diego Chargers | 7         | 9         | 0         | .438      | 4-2       | 7-5       | 350       | 350       |           |
| Oakland Raiders    | 4         | 12        | 0         | .250      | 2-4       | 4-8       | 290       | 443       |           |
| Kansas City Chiefs | 2         | 14        | 0         | .125      | 0-6       | 0-12      | 211       | 425       |           |

| NFC Este               | NFC Este | NFC Este | NFC Este | NFC Este | NFC Este | NFC Este | NFC Este | NFC Este | NFC Este |
| Equipo                 | V        | D        | E        | CTE      | DIV      | CONF     | PF       | PC       |          |
| ---------------------- | -------- | -------- | -------- | -------- | -------- | -------- | -------- | -------- | -------- |
| Washington Redskins(4) | 10       | 6        | 0        | .625     | 5-1      | 8-4      | 436      | 388      |          |
| New York Giants        | 9        | 7        | 0        | .563     | 3-3      | 8-4      | 429      | 344      |          |
| Dallas Cowboys         | 8        | 8        | 0        | .500     | 3-3      | 5-7      | 376      | 400      |          |
| Philadelphia Eagles    | 4        | 12       | 0        | .250     | 1-5      | 2-10     | 280      | 444      |          |

| NFC Norte            | NFC Norte | NFC Norte | NFC Norte | NFC Norte | NFC Norte | NFC Norte | NFC Norte | NFC Norte | NFC Norte |
| Equipo               | V         | D         | E         | CTE       | DIV       | CONF      | PF        | PC        |           |
| -------------------- | --------- | --------- | --------- | --------- | --------- | --------- | --------- | --------- | --------- |
| Green Bay Packers(3) | 11        | 5         | 0         | .688      | 5-1       | 8-4       | 433       | 336       |           |
| Minnesota Vikings(6) | 10        | 6         | 0         | .625      | 4-2       | 7-5       | 379       | 348       |           |
| Chicago Bears        | 10        | 6         | 0         | .625      | 3-3       | 7-5       | 375       | 277       |           |
| Detroit Lions        | 4         | 12        | 0         | .250      | 0-6       | 3-9       | 372       | 437       |           |

| NFC Sur              | NFC Sur | NFC Sur | NFC Sur | NFC Sur | NFC Sur | NFC Sur | NFC Sur | NFC Sur | NFC Sur |
| Equipo               | V       | D       | E       | CTE     | DIV     | CONF    | PF      | PC      |         |
| -------------------- | ------- | ------- | ------- | ------- | ------- | ------- | ------- | ------- | ------- |
| Atlanta Falcons(1)   | 13      | 3       | 0       | .813    | 3-3     | 9-3     | 419     | 299     |         |
| Carolina Panthers    | 7       | 9       | 0       | .438    | 3-3     | 5-7     | 357     | 363     |         |
| New Orleans Saints   | 7       | 9       | 0       | .438    | 3-3     | 5-7     | 461     | 454     |         |
| Tampa Bay Buccaneers | 7       | 9       | 0       | .438    | 3-3     | 4-8     | 389     | 394     |         |

| NFC Oeste              | NFC Oeste | NFC Oeste | NFC Oeste | NFC Oeste | NFC Oeste | NFC Oeste | NFC Oeste | NFC Oeste | NFC Oeste |
| Equipo                 | V         | D         | E         | CTE       | DIV       | CONF      | PF        | PC        |           |
| ---------------------- | --------- | --------- | --------- | --------- | --------- | --------- | --------- | --------- | --------- |
| San Francisco 49ers(2) | 11        | 4         | 1         | .719      | 3-2-1     | 7-4-1     | 397       | 273       |           |
| Seattle Seahawks(5)    | 11        | 5         | 0         | .688      | 3-3       | 8-4       | 412       | 245       |           |
| St. Louis Rams         | 7         | 8         | 1         | .469      | 4-1-1     | 6-5-1     | 299       | 348       |           |
| Arizona Cardinals      | 5         | 11        | 0         | .313      | 1-5       | 3-9       | 250       | 357       |           |

## Playoffs
|  | Ronda Wild Card               | Ronda Wild Card               | Ronda Wild Card               |    |               | Ronda divisional                     | Ronda divisional                     | Ronda divisional                     |                                |                                | Finales de conferencia         | Finales de conferencia | Finales de conferencia |  |  | Super Bowl | Super Bowl | Super Bowl |
|  |                               |                               |                               |    |               |                                      |                                      |                                      |                                |                                |                                |                        |                        |  |  |            |            |            |
|  | 6 de enero – M&T Bank Stadium | 6 de enero – M&T Bank Stadium | 6 de enero – M&T Bank Stadium |    |               | 12 de enero – Sports Authority Field | 12 de enero – Sports Authority Field | 12 de enero – Sports Authority Field |                                |                                |                                |                        |                        |  |  |            |            |            |
|  | 6 de enero – M&T Bank Stadium | 6 de enero – M&T Bank Stadium | 6 de enero – M&T Bank Stadium |    |               | 12 de enero – Sports Authority Field | 12 de enero – Sports Authority Field | 12 de enero – Sports Authority Field |                                |                                |                                |                        |                        |  |  |            |            |            |
|  | 6 de enero – M&T Bank Stadium | 6 de enero – M&T Bank Stadium | 6 de enero – M&T Bank Stadium |    |               | 12 de enero – Sports Authority Field | 12 de enero – Sports Authority Field | 12 de enero – Sports Authority Field |                                |                                |                                |                        |                        |  |  |            |            |            |
|  | 6 de enero – M&T Bank Stadium | 6 de enero – M&T Bank Stadium | 6 de enero – M&T Bank Stadium |    |               | 12 de enero – Sports Authority Field | 12 de enero – Sports Authority Field | 12 de enero – Sports Authority Field |                                |                                |                                |                        |                        |  |  |            |            |            |
|  | #5                            | Indianapolis                  | 9                             |    |               | 12 de enero – Sports Authority Field | 12 de enero – Sports Authority Field | 12 de enero – Sports Authority Field |                                |                                |                                |                        |                        |  |  |            |            |            |
|  | #5                            | Indianapolis                  | 9                             | #4 | Baltimore     | 38**                                 |                                      |                                      |                                |                                |                                |                        |                        |  |  |            |            |            |
|  | #4                            | Baltimore                     | 24                            | #4 | Baltimore     | 38**                                 |                                      |                                      | 20 de enero - Gillette Stadium | 20 de enero - Gillette Stadium | 20 de enero - Gillette Stadium |                        |                        |  |  |            |            |            |
|  | #4                            | Baltimore                     | 24                            | #1 | Denver        | 35                                   |                                      |                                      | 20 de enero - Gillette Stadium | 20 de enero - Gillette Stadium | 20 de enero - Gillette Stadium |                        |                        |  |  |            |            |            |
|  |                               |                               |                               | #1 | Denver        | 35                                   |                                      |                                      | 20 de enero - Gillette Stadium | 20 de enero - Gillette Stadium | 20 de enero - Gillette Stadium |                        |                        |  |  |            |            |            |
|  |                               |                               |                               |    |               |                                      |                                      |                                      | 20 de enero - Gillette Stadium | 20 de enero - Gillette Stadium | 20 de enero - Gillette Stadium |                        |                        |  |  |            |            |            |
|  | 5 de enero – Reliant Stadium  | 5 de enero – Reliant Stadium  | 5 de enero – Reliant Stadium  | #4 | Baltimore     | 28                                   |                                      |                                      |                                |                                |                                |                        |                        |  |  |            |            |            |
|  | 5 de enero – Reliant Stadium  | 5 de enero – Reliant Stadium  | 5 de enero – Reliant Stadium  | #4 | Baltimore     | 28                                   | 13 de enero – Gillette Stadium       |                                      |                                |                                |                                |                        |                        |  |  |            |            |            |
|  | 5 de enero – Reliant Stadium  | 5 de enero – Reliant Stadium  | 5 de enero – Reliant Stadium  |    | #2            | New England                          | 13                                   |                                      |                                |                                |                                |                        |                        |  |  |            |            |            |
|  | 5 de enero – Reliant Stadium  | 5 de enero – Reliant Stadium  | 5 de enero – Reliant Stadium  |    | #2            | New England                          | 13                                   |                                      |                                |                                |                                |                        |                        |  |  |            |            |            |
|  | #6                            | Cincinnati                    | 13                            |    |               |                                      |                                      |                                      |                                |                                |                                |                        |                        |  |  |            |            |            |
|  | #6                            | Cincinnati                    | 13                            | #3 | Houston       | 28                                   |                                      |                                      |                                |                                |                                |                        |                        |  |  |            |            |            |
|  | #3                            | Houston                       | 19                            | #3 | Houston       | 28                                   |                                      |                                      | 3 de febrero – Superdome       | 3 de febrero – Superdome       | 3 de febrero – Superdome       |                        |                        |  |  |            |            |            |
|  | #3                            | Houston                       | 19                            | #2 | New England   | 41                                   |                                      |                                      | 3 de febrero – Superdome       | 3 de febrero – Superdome       | 3 de febrero – Superdome       |                        |                        |  |  |            |            |            |
|  |                               |                               |                               | #2 | New England   | 41                                   |                                      |                                      |                                | 3 de febrero – Superdome       | 3 de febrero – Superdome       |                        |                        |  |  |            |            |            |
|  |                               |                               |                               |    |               |                                      |                                      |                                      |                                | 3 de febrero – Superdome       | 3 de febrero – Superdome       |                        |                        |  |  |            |            |            |
|  | 6 de enero – FedExField       | 6 de enero – FedExField       | 6 de enero – FedExField       | #4 | Baltimore     | 34                                   |                                      |                                      |                                |                                |                                |                        |                        |  |  |            |            |            |
|  | 6 de enero – FedExField       | 6 de enero – FedExField       | 6 de enero – FedExField       | #4 | Baltimore     | 34                                   | 13 de enero – Georgia Dome           |                                      |                                |                                |                                |                        |                        |  |  |            |            |            |
|  | 6 de enero – FedExField       | 6 de enero – FedExField       | 6 de enero – FedExField       |    | #2            | San Francisco                        | 31                                   |                                      |                                |                                |                                |                        |                        |  |  |            |            |            |
|  | 6 de enero – FedExField       | 6 de enero – FedExField       | 6 de enero – FedExField       |    | #2            | San Francisco                        | 31                                   |                                      |                                |                                |                                |                        |                        |  |  |            |            |            |
|  | #5                            | Seattle                       | 24                            |    |               |                                      |                                      |                                      |                                |                                |                                |                        |                        |  |  |            |            |            |
|  | #5                            | Seattle                       | 24                            | #6 | Seattle       | 28                                   |                                      |                                      |                                |                                |                                |                        |                        |  |  |            |            |            |
|  | #4                            | Washington                    | 14                            | #6 | Seattle       | 28                                   |                                      |                                      | 20 de enero - Georgia Dome     | 20 de enero - Georgia Dome     | 20 de enero - Georgia Dome     |                        |                        |  |  |            |            |            |
|  | #4                            | Washington                    | 14                            | #1 | Atlanta       | 30                                   |                                      |                                      | 20 de enero - Georgia Dome     | 20 de enero - Georgia Dome     | 20 de enero - Georgia Dome     |                        |                        |  |  |            |            |            |
|  |                               |                               |                               | #1 | Atlanta       | 30                                   |                                      |                                      | 20 de enero - Georgia Dome     | 20 de enero - Georgia Dome     | 20 de enero - Georgia Dome     |                        |                        |  |  |            |            |            |
|  |                               |                               |                               |    |               |                                      |                                      |                                      | 20 de enero - Georgia Dome     | 20 de enero - Georgia Dome     | 20 de enero - Georgia Dome     |                        |                        |  |  |            |            |            |
|  | 5 de enero – Lambeau Field    | 5 de enero – Lambeau Field    | 5 de enero – Lambeau Field    | #1 | Atlanta       | 24                                   |                                      |                                      |                                |                                |                                |                        |                        |  |  |            |            |            |
|  | 5 de enero – Lambeau Field    | 5 de enero – Lambeau Field    | 5 de enero – Lambeau Field    | #1 | Atlanta       | 24                                   | 12 de enero – Candlestick Park       |                                      |                                |                                |                                |                        |                        |  |  |            |            |            |
|  | 5 de enero – Lambeau Field    | 5 de enero – Lambeau Field    | 5 de enero – Lambeau Field    |    | #2            | San Francisco                        | 28                                   |                                      |                                |                                |                                |                        |                        |  |  |            |            |            |
|  | 5 de enero – Lambeau Field    | 5 de enero – Lambeau Field    | 5 de enero – Lambeau Field    |    | #2            | San Francisco                        | 28                                   |                                      |                                |                                |                                |                        |                        |  |  |            |            |            |
|  | #6                            | Minnesota                     | 10                            |    |               |                                      |                                      |                                      |                                |                                |                                |                        |                        |  |  |            |            |            |
|  | #6                            | Minnesota                     | 10                            | #3 | Green Bay     | 31                                   |                                      |                                      |                                |                                |                                |                        |                        |  |  |            |            |            |
|  | #3                            | Green Bay                     | 24                            | #3 | Green Bay     | 31                                   |                                      |                                      |                                |                                |                                |                        |                        |  |  |            |            |            |
|  | #3                            | Green Bay                     | 24                            | #2 | San Francisco | 45                                   |                                      |                                      |                                |                                |                                |                        |                        |  |  |            |            |            |
|  |                               |                               |                               | #2 | San Francisco | 45                                   |                                      |                                      |                                |                                |                                |                        |                        |  |  |            |            |            |

- Local en cada partido: El local en cada partido es el equipo mejor clasificado, el equipo de abajo en el cuadro, excepto en el Super Bowl que es un estadio neutral.

** Victoria en doble prórroga

## Premios

### Jugador de la Semana y del Mes
Los siguientes fueron los jugadores de la semana y del mes durante la temporada 2012:
| Semana / Mes | Jugador ofensivo de la Semana/Mes | Jugador ofensivo de la Semana/Mes | Jugador defensivo de la Semana/Mes | Jugador defensivo de la Semana/Mes | Equipo Especial Jugador de la Semana/Mes | Equipo Especial Jugador de la Semana/Mes |
| Semana / Mes | AFC                               | NFC                               | AFC                                | NFC                                | AFC                                      | NFC                                      |
| ------------ | --------------------------------- | --------------------------------- | ---------------------------------- | ---------------------------------- | ---------------------------------------- | ---------------------------------------- |
| 1            | Joe Flacco (Bal)                  | Robert Griffin III (Was)          | Tracy Porter (Den)                 | Ronde Barber (TB)                  | Jeremy Kerley (NYJ)                      | Blair Walsh (Min)                        |
| 2            | Reggie Bush (Mia)                 | Hakeem Nicks (NYG)                | J.J. Watt (Hou)                    | Calais Campbell (Ari)              | Adam Jones (Cin)                         | Tim Masthay (GB)                         |
| 3            | Jamaal Charles (KC)               | Larry Fitzgerald (Ari)            | Michael Johnson (Cin)              | Chris Clemons (Sea)                | Darius Reynaud (Oak)                     | Lawrence Tynes (NYG)                     |
| 4            | Tom Brady (NE)                    | Aaron Rodgers (GB)                | Donald Butler (SD)                 | Patrick Willis (SF)                | Matt Prater (Den)                        | Greg Zuerlein (StL)                      |
| Sept.        | A.J. Green (Cin)                  | Matt Ryan (Atl)                   | J.J. Watt (Hou)                    | Tim Jennings (Chi)                 | Darius Reynaud (Oak)                     | Percy Harvin (Min)                       |
| 5            | Reggie Wayne (Ind)                | Drew Brees (NO)                   | Randy Starks (Mia)                 | Charles Tillman (Chi)              | Shaun Suisham (Pit)                      | John Hekker (StL)                        |
| 6            | Peyton Manning (Den)              | Aaron Rodgers (GB)                | Jairus Byrd (Buf)                  | Antrel Rolle (NYG)                 | Jacoby Jones (Bal)                       | Jason Hanson (Det)                       |
| 7            | Chris Johnson (Ten)               | Adrian Peterson (Min)             | Lamarr Houston (Oak)               | Charles Tillman (Chi)              | Devin McCourty (NE)                      | Andy Lee (SF)                            |
| 8            | Tom Brady (NE)                    | Alex Smith (SF)                   | Wesley Woodyard (Den)              | Stevie Brown (NYG)                 | Olivier Vernon (Mia)                     | Davon House (GB)                         |
| Oct.         | Peyton Manning (Den)              | Aaron Rodgers (GB)                | Cameron Wake (Mia)                 | Charles Tillman (Chi)              | Sebastian Janikowski (Oak)               | Lawrence Tynes (NYG)                     |
| 9            | Andrew Luck (Ind)                 | Doug Martin (TB)                  | Ike Taylor (Pit)                   | Brian Urlacher (Chi)               | Trindon Holliday (Den)                   | Sherrick McManis (Chi)                   |
| 10           | Andy Dalton (Cin)                 | Jimmy Graham (NO)                 | Darius Butler (Ind)                | Richard Sherman (Sea)              | Jacoby Jones (Bal)                       | Dwayne Harris (Dal)                      |
| 11           | Matt Schaub (Hou)                 | Robert Griffin III (Was)          | Von Miller (Den)                   | Aldon Smith (SF)                   | Leodis McKelvin (Buf)                    | Dan Bailey (Dal)                         |
| 12           | Ray Rice (Bal)                    | Cam Newton (Car)                  | D'Qwell Jackson (Cle)              | Janoris Jenkins (StL)              | T.Y. Hilton (Ind)                        | Leon Washington (Sea)                    |
| Nov.         | Andre Johnson (Hou)               | Calvin Johnson (Det)              | Von Miller (Den)                   | Aldon Smith (SF)                   | Jacoby Jones (Bal)                       | Dekoda Watson (TB)                       |
| 13           | Brady Quinn (KC)                  | Russell Wilson (Sea)              | Carlos Dunlap (Cin)                | William Moore (Atl)                | Shaun Suisham (Pit)                      | Greg Zuerlein (StL)                      |
| 14           | Tom Brady (NE)                    | Adrian Peterson (Min)             | Cassius Vaughn (Ind)               | Luke Kuechly (Car)                 | Travis Benjamin (Cle)                    | David Wilson (NYG)                       |
| 15           | Knowshon Moreno (Den)             | Colin Kaepernick (SF)             | J.J. Watt (Hou)                    | Brandon Carr (Dal)                 | Sebastian Janikowski (Oak)               | Blair Walsh (Min)                        |
| 16           | Ray Rice (Bal)                    | Matt Ryan (Atl)                   | Geno Atkins (Cin)                  | Julius Peppers (Chi)               | Micheal Spurlock (SD)                    | Red Bryant (Sea)                         |
| 17           | Peyton Manning (Den)              | Alfred Morris (Was)               | Vontae Davis (Ind)                 | Stevie Brown (NYG)                 | Darius Reynaud (Ten)                     | Blair Walsh (Min)                        |
| Dic.         | Peyton Manning (Den)              | Adrian Peterson (Min)             | J.J. Watt (Hou)                    | London Fletcher (Was)              | Josh Brown (Cin)                         | Blair Walsh (Min)                        |

| Semana | FedEx Air Jugador de la Semana (Quarterbacks) | FedEx Ground Jugador de la Semana (Running Backs) | Pepsi Max Rookie de la Semana |
| ------ | --------------------------------------------- | ------------------------------------------------- | ----------------------------- |
| 1      | Robert Griffin III (Was)                      | C.J. Spiller (Buf)                                | QB Robert Griffin III (Was)   |
| 2      | Eli Manning (NYG)                             | Reggie Bush (Mia)                                 | RB Trent Richardson (Cle)     |
| 3      | Joe Flacco (Bal)                              | Jamaal Charles (KC)                               | QB Andrew Luck (Ind)          |
| 4      | Tom Brady (NE)                                | Brandon Bolden (NE)                               | QB Robert Griffin III (Was)   |
| 5      | Alex Smith (SF)                               | Ahmad Bradshaw (NYG)                              | QB Andrew Luck (Ind)          |
| 6      | Aaron Rodgers (GB)                            | Shonn Greene (NYJ)                                | QB Robert Griffin III (Was)   |
| 7      | Drew Brees (NO)                               | Chris Johnson (Ten)                               | RB Alfred Morris (Was)        |
| 8      | Tom Brady (NE)                                | Doug Martin (TB)                                  | QB Andrew Luck (Ind)          |
| 9      | Andrew Luck (Ind)                             | Doug Martin (TB)                                  | RB Doug Martin (TB)           |
| 10     | Joe Flacco (Bal)                              | Adrian Peterson (Min)                             | QB Russell Wilson (Sea)       |
| 11     | Matt Schaub (Hou)                             | Doug Martin (TB)                                  | QB Robert Griffin III (Was)   |
| 12     | Robert Griffin III (Was)                      | Arian Foster (Hou)                                | QB Robert Griffin III (Was)   |
| 13     | Russell Wilson (Sea)                          | Adrian Peterson (Min)                             | QB Robert Griffin III (Was)   |
| 14     | Tom Brady (NE)                                | Adrian Peterson (Min)                             | RB Alfred Morris (Was)        |
| 15     | Matt Ryan (Atl)                               | Knowshon Moreno (Den)                             | QB Kirk Cousins (Was)         |
| 16     | Aaron Rodgers (GB)                            | Jamaal Charles (KC)                               | QB Robert Griffin III (Was)   |
| 17     | Peyton Manning (Den)                          | Alfred Morris (Was)                               | RB Alfred Morris (Was)        |

| Mes   | Rookie del Mes           | Rookie del Mes      |
| Mes   | Ofensiva                 | Defensiva           |
| ----- | ------------------------ | ------------------- |
| Sept. | Robert Griffin III (Was) | Chandler Jones (NE) |
| Oct.  | Doug Martin (TB)         | Casey Hayward (GB)  |
| Nov.  | Robert Griffin III (Was) | Lavonte David (TB)  |
| Dic.  | Russell Wilson (Sea)     | Luke Kuechly (Car)  |

### Premios anuales
A final de temporada se entregan diferentes premios reconociendo el valor del jugador durante la temporada entera.
| Premio                     | Ganador            | Posición      | Equipo              |
| -------------------------- | ------------------ | ------------- | ------------------- |
| Jugador ofensivo del año   | Adrian Peterson    | Running back  | Minnesota Vikings   |
| Jugador defensivo del año  | J.J. Watt          | Defensive end | Houston Texans      |
| Entrenador del año         | Bruce Arians       | Head Coach    | Indianapolis Colts  |
| Novato ofensivo del año    | Robert Griffin III | Quarterback   | Washington Redskins |
| Novato defensivo del año   | Luke Kuechly       | Linebacker    | Carolina Panthers   |
| Regreso del año            | Peyton Manning     | Quarterback   | Denver Broncos      |
| Jugador más valioso        | Adrian Peterson    | Running back  | Minnesota Vikings   |
| Novato del año             | Russell Wilson     | Quarterback   | Seattle Seahawks    |
| Jugador más valioso del SB | Joe Flacco         | Quarterback   | Baltimore Ravens    |